# الجامعة الوطنية للتعليم عن بعد
الجامعة الوطنية للتعليم عن بعد (بالإسبانية: Universidad Nacional de Educación a Distancia) هي جامعة بحثية عامة ذات نطاق وطني. تأسست الجامعة عام 1972 تحت إشراف وزارة الجامعات. يقع مقرها الرئيسي في مدريد إسبانيا، ولها فروع في جميع مجتمعات الحكم الذاتي الإسبانية. بالإضافة إلى ذلك هناك 14 مركزًا للدراسة و3 نقاط امتحان في 13 دولة في أوروبا والأمريكتين وأفريقيا. تمنح الجامعة درجات البكالوريوس والدراسات العليا، بالإضافة إلى المؤهلات غير العلمية مثل الدبلومات والشهادات أو وحدات التعليم المستمر.
تركز على التعلم عن بعد جنبًا إلى جنب مع التدريس التقليدي في الفصول الدراسية (يسمى الهجين أو المختلط). مع أكثر من 150.000 طالب، الجامعة هي أكبر جامعة في إسبانيا وثاني أكبر جامعة في أوروبا.

## الأصول والمنهجية
أُسِّسَت عام 1972 بهدف معلن وهو توفير فرص التعليم من خلال نظام التعليم عن بعد حيث يتم تعليم الطلاب أثناء عدم وجودهم حضوريًا، تمنح الجامعة نفس المؤهلات التي تتمتع بها الجامعات الإسبانية الأخرى وله نفس متطلبات القبول.

## الحضور الدولي
يوجد لديها حاليًا 61 مركزًا دراسيًا في إسبانيا وبالتعاون مع المؤسسات المحلية 14 مركزًا دوليًا. توفر هذه المواقع جلسات وجهًا لوجه مع الأساتذة مرة واحدة في الأسبوع. تقع المراكز الدولية في باتا وبرن وبروكسل وبوينس آيريس وكراكاس وفرانكفورت وليما ولندن ومالابو ومكسيكو سيتي وباريس وساو باولو. بالإضافة إلى ذلك هناك نقاط امتحان في بوغوتا وبرلين ونيويورك وروما وسانتياغو دي تشيلي.

### الانتماء
في عام 2012 نشرت صحيفة إل باييس الإسبانية مقالًا حول إطلاق أونيكس وهي منصة عبر الإنترنت لتعليم ريادة الأعمال من خلال إنشاء تطبيقات للهاتف المحمول باستخدام معرف الجامعة، وهي شريك متعاون في هذا المشروع، جنبًا إلى جنب مع معهد ماساتشوستس للتكنولوجيا ومركز التعلم المحمول. تهدف دورات أونيكس عبر الإنترنت إلى توفير تعليم التكنولوجيا وريادة الأعمال في جميع أنحاء العالم الناطق باللغة الإسبانية.

## الملف الأكاديمي
تم الاستشهاد بعدد من العوامل لتبرير المكانة العامة للجامعة:
- يتم الإشراف على جميع امتحاناتها.
- يجب أن تشمل الامتحانات البرنامج بأكمله.
- يتم تصنيف الطلاب بشكل موضوعي بناءً على اختبار موحد تمامًا.
- يتطلب التعلم عن بعد جهدًا إضافيًا في التدريس الذاتي وانضباطًا يحظى بتقدير كبير من قبل أصحاب العمل.
- من المرجح أن يواصل الطلاب من الجامعة تعليمهم وأبحاثهم بعد يوم التخرج، بتطبيق منهجيات التعليم الذاتي التي تعلموها أثناء دراستهم.

في الثلاثين عامًا الماضية منحت الجامعة ما يقرب من 2000 درجة دكتوراه. يشار إلى سمعتها الدولية في أنها شغلت كرسي اليونسكو في التعليم عن بعد منذ عام 1997. يشجع هذا الكرسي البحث والتطوير والتوثيق في مجال التعليم عن بعد.